# Nemognatha lurida
Nemognatha lurida là một loài bọ cánh cứng trong họ Meloidae. Loài này được LeConte miêu tả khoa học năm 1853.